# Agía Rouméli
Agía Rouméli (en grec: Αγία Ρουμέλη) est un village de Crète, en Grèce. Il est situé sur la côte sud de l'île, dans le nome de La Canée et compte 125 habitants.
Aucune route n'arrive à Agía Rouméli qui n'est accessible que par mer ou par le sentier des gorges de Samaria ainsi que par l'itinéraire de randonnée E4. Le village se situe au débouché des gorges de Samaria et est le passage obligé des personnes sortant des gorges avant de prendre le bateau pour Sfakiá via Loutro ou Paleóchora via Sougia.
Dans l'Antiquité, la cité grecque de Tarrha se trouvait à l'emplacement d'Agía Rouméli.

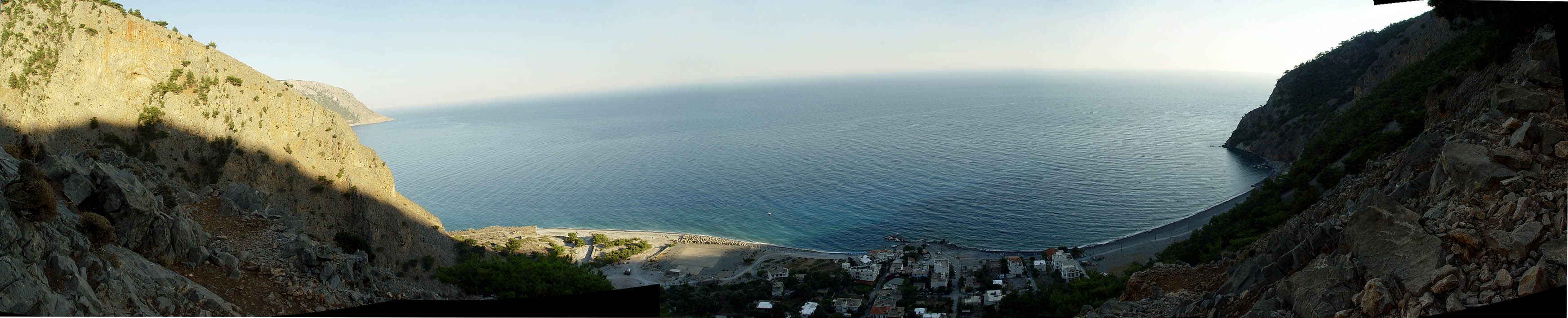

1. ↑  Recensement 2001
2. ↑  Richard Talbert, éd., Barrington Atlas of the Greek and Roman World, Princeton, Princeton University Press, 2000, p. 60, et les notes à cette page.